# Christoph Wirsung
Christoph Wirsung (* 1500 in Augsburg; † 1571 in Heidelberg) war ein deutscher Arzt, Apotheker, Ratsherr, Übersetzer und Verfasser der Rezeptsammlung Artzney Buch.

## Leben
Christoph Wirsung wurde im Jahr 1500 in Augsburg geboren als Sohn des reichen Kaufmanns Marx Wirsung und der aus einer wohlhabenden Kaufmannsfamilie stammende Agathe Sulzer. Ihm wurde eine humanistische Bildung zuteil; zur Erziehung und Ausbildung schickte man ihn, etwa 14-jährig, nach Italien. In Venedig erwarb er gründliche Sprachkenntnisse, die ihm bei seiner späteren Übersetzungstätigkeit zugutekamen. Nach einem mehrjährigen Aufenthalt im Ausland kehrte er um 1520 nach Deutschland zurück und übernahm nach dem Tod des Vaters 1521, gemeinsam mit der Mutter, die väterliche Apotheke in Augsburg, die er ab 1530 alleine führte. Neben seiner Tätigkeit als Apotheker war Wirsung als Ratsherr an den Geschicken Augsburgs beteiligt. Um 1562, vielleicht veranlasst durch den Tod seines Sohnes Philipp († 1562), siedelte er nach Heidelberg zu seiner Tochter Maria über, die mit dem Juristen und späteren Kanzler der Kurpfalz Christoph Ehem (1528–1592) verheiratet war. Dort starb er am 25. Januar 1571, drei Jahre nach Erscheinen seines „Artzney Buchs“.

## Übersetzertätigkeit
Während seines Studienaufenthalts in Italien lernte Wirsung das spanische Prosadrama La Celestina in der italienischen Übersetzung von Alfonso Ordóñez kennen und übersetzte es 1520 ins Deutsche. Im Jahr 1534 erarbeitete er eine völlig neue Übersetzung desselben Werks. Er übersetzte mehrere Predigten des wegen Ketzerei aus Italien vertriebenen, ehemaligen Generalvikar des Kapuzinerordens, Bernhard von Ochino ins Deutsche. Eine gewisse literarische Berühmtheit erlangte Wirsungs Übersetzung, da in ihr das erste Sonett in deutscher Sprache (als Übersetzung aus dem Italienischen) enthalten ist.

## Das „Artzney Buch“
Nach dem Umzug zu seiner Tochter nach Heidelberg, begann Wirsung seine umfangreiche Rezeptsammlung (ca. 15 000 Rezepte) zu ordnen. Wirsung wollte mit seiner gedruckten Rezeptsammlung Stadt- und Landbevölkerung befähigen, Krankheiten richtig zu erkennen und einzuschätzen, und sie anleiten, die passenden Heilmittel zu verwenden. Sein Buch sollte speziell dem medizinischen Laien nutzen. Er wollte, wie er nachdrücklich schreibt, nicht nur über kostspielige Arzneien informieren, sondern auch Mittel für den schmaleren Geldbeutel bieten.
Wirsung gliederte sein „Artzney Buch“ nach der klassischen „a capite ad calcem“-Ordnung („vom Kopf zu den Füßen“, „vom Scheitel bis zur Sohle“) in vier Teile, in denen Kopf, Brust, Bauch und die in ihnen liegenden Organe sowie die Gliedmaßen und ihre Krankheiten behandelt werden. Angefügt sind noch vier weitere Teile, in denen Hautkrankheiten, Fieber als eigenständige Krankheit, die Pest und Vergiftungen beschrieben werden; angehängt ist ein achter Teil, in dem Lebkuchen, Gewürzweine, Öle, Lebens- und Goldwässer mit ausführlichen Herstellungsanleitungen beschrieben werden. Die den einzelnen Krankheiten gewidmeten Abschnitte, in denen Ursache und Behandlung der Beschwerden erläutert werden, folgen immer dem gleichen schematischen Aufbau:
- Jeder Abschnitt beginnt mit einem theoretischen Teil, in dem Wirsung zunächst Anatomie und humoralpathologische Konstitution (Komplexion) des gesunden und kranken Organs erläutert und Ätiologie und Symptome der Krankheit erklärt. Bemerkenswert ist, dass Wirsung in diesem theoretischen Teil seinen Leser gelegentlich sogar über unterschiedliche Lehrmeinungen medizinischer Kapazitäten informierte.
- Diesem ersten theoretischen Teil folgt der zweite therapeutisch-praktische Teil. Dieser beginnt immer mit Vorschlägen für evakuierende Maßnahmen, das heißt, es werden Purgationen (Reinigungen) in unterschiedlichen Variationen und Stärken empfohlen, wobei erweichende oder abführende Maßnahmen überwiegen, oft ergänzt durch einen Aderlass. Dann wird die eigentliche Behandlung der Krankheit beschrieben mit einer großen Auswahl an Arzneimitteln in unterschiedlichen Darreichungsformen.
- Den Abschluss bilden dann die sogenannten ‚Regimente‘, das heißt, der Kranke bekommt detaillierte Anweisungen seine ganze Lebensführung betreffend. Sie umfassen diätetische Empfehlungen für Essen und Trinken sowie Verhaltensregeln für seinen Tagesablauf, Schlafen und Wachen, Bewegung und Ruhe, Geschlechtsverkehr, Kleidung und die Wohnungsausstattung. Die Spanne der Arzneimittel reicht von sehr einfachen, praktisch kostenlosen Hausmitteln wie der Empfehlung, einen jungen Hund auf den nackten Bauch zu legen, um einen „kalten Magen“ zu kurieren, bis zum Goldenen Ei, einem weit verbreiteten Rezept, das vor Pest schützen und sie auch heilen sollte, bei dem ein ausgeblasenes Ei, das nur noch den Dotter enthielt, vor der aufwändigen Weiterverarbeitung mit Safran ausgestopft werden sollte.

### Einschätzung
Das Werk erschien zuerst 1568 in Heidelberg; Wirsung dedizierte es Kurfürst Friedrich III. von der Pfalz. Es sollte zu einem geschätzten Nachschlagewerk werden, erlebte mehrere Auflagen und wurde ins Holländische und Englische übersetzt. Die theoretischen Erläuterungen heben Wirsungs Werk weit über ein übliches deutsches Arzneibuch der Zeit hinaus und machten es für den Leser gleichermaßen zu einem medizinischen Lehrbuch.

## Schriften, Ausgaben und Übersetzungen (Auswahl)
- Ain Hipsche Tragedia, erste Übersetzung von La Celestina (Sigmund Grimm & Marcus Wirsung, Augsburg 1520), Eintrag im VD16.
- Ainn recht liepliches büchlin, zweite Übersetzung von La Celestina (Heinrich Steiner, Augsburg 1534), Eintrag im VD16.
- Artzney Buch, Johann Mayer, Heidelberg, 1568.
- Ein neuwes || Artzney B[ue]ch, Frankfurt/Main: Harnisch, Matthaeus / Rab, Georg, d. Ä., 1577. Digitalisierte Ausgabe der Universitäts- und Landesbibliothek Düsseldorf.
- Carolus Battum: Christophori Wirsungi Medicijn-Boec in onse ghemeyne Nederlansche tale overgheset. 3. Auflage. Dordrecht 1601.
- Ein new Artzney Buch darinn fast alle eußerliche unnd innerliche Glieder deß Menschlichen Leibs sampt ihren Kranckheiten und Gebrechen, von dem Haupt bis zu den Fußsolen […] in acht außerlesene Bücher abgetheylt. Ursel, Mainz 1605.